# بیستون (روزنامه ۱۲۸۶)
روزنامه بیستون نخستین روزنامه رسمی در شهر کرمانشاه بود که در سال ۱۳۲۵ هجری قمری (۱۹۰۷ میلادی و ۱۲۸۶ هجری خورشیدی) به مدیریت مهدی فرهپور (صدیق دفتر) و صاحب امتیازی ابوالقاسم لاهوتی در این شهر منتشر شد. پس از تأسیس حزب کمونیست ایران، این روزنامه یکی از روزنامه‌های ارگان حزب بود.

## تاریخچه

### دوره اول
ابوالقاسم لاهوتی در اواخر سال ۱۳۲۵ هجری قمری (۱۹۰۷ میلادی و ۱۲۸۶ هجری خورشیدی) در کرمانشاه اقدام به تأسیس روزنامه‌ای به نام بیستون کرد که نخستین روزنامۀ رسمی شهر کرمانشاه به‌شمار می آمد. تا آن زمان و به ویژه در دوران مشروطه نشریات زیادی به صورت زیرزمینی و غیررسمی به چاپ می‌رسید، اما روزنامۀ رسمی وجود نداشت. بیستون در ابتدا هفته‌ای دو شماره و در هر شماره با تیراژ ۵۰۰ نسخه منتشر می شد و محل چاپ آن چاپخانۀ شرافت احمدی کرمانشاه بود. لاهوتی پس از انتشار ۱۱ شماره به واسطۀ «اختلال اوضاع» مجبور به ترک کرمانشاه شد و انتشار بیستون متوقف ماند.

### دوره دوم
انتشار بیستون پس از مدتی متوقف شد، اما مهدی فرهپور (م.صدیق دفتر) بار دیگر در سال ۱۳۰۴ خورشیدی انتشار آن را از سر گرفت و این بار نوبت انتشار آن به هفته‌ای سه شماره تغییر یافت. محمدحسین شیریان پژوهشگر تاریخ مطبوعات، در کتاب تاریخ مطبوعات استان کرمانشاه شمارۀ ۳۱ سال سیزدهم نشریه را که به تاریخ ۱۳ مهر ۱۳۱۱ خورشیدی منتشر شده‌است چنین توصیف می‌کند:
«شمارۀ ۳۱ سال سیزدهم به صاحب امتیازی و مدیرمسئولی مهدیخان فرهپور در مطبعۀ سربی شرکت سعادت کرمانشاه، مؤسسۀ ۱۳۴۳ قمری، در چهار صفحه به قطع بزرگ چاپ شده و در تاریخ چهارشنبه ۱۳ مهر ۱۳۱۱ شمسی مطابق ۴ جمادی الثانی ۱۳۵۱ قمری منتشر گردیده است. محل اداره: کرمانشاه، خیابان دولتشاه. قیمت اشتراک روزنامه بدین قرار است: سالیانه کرمانشاه ۵۰ ریال، شش ماهه ۳۰ ریال. سایر ولایات ۶۰ ریال و ۳۵ ریال از اعضاء معارف و محصلین نصف قیمت اخذ خواهد شد. تک شماره ۵۰ دینار پس از یک هفته یک ریال. شعار روزنامه عبارت از تصویری است از حجاری‌های بیستون به شکل مستطیل در عنوان روزنامه چاپ شده و در بالای آن اسم روزنامۀ بیستون نوشته شده‌است. در دو طرف این تصویر این رباعی درج شده است:
در گوش کسانی که به عشقند آزاد / هر لحظه ز بیستون رسد این فریاد
گر تیشۀ کین خورد به فرق فرهاد / زان تیشه بنای عشق گردید آباد

شمارۀ مسلسل نمرۀ ۳۱ مذکور ۶۴۵ است که می رساند تا تاریخ فوق ۶۴۵ شماره منتشر گردیده است. مندرجات روزنامۀ بیستون پس از درج سرمقاله عبارت از مقالات مختلف اقتصادی و تاریخی و همچنین اخبار داخلی و تلگرافات خارجی در صفحۀ چهار اعلانات ثبتی و اعلانات اداری و غیره است.»
مهدی فرهپور سرانجام در ماجرای ممنوعیت فعالیت احزاب و انجمن‌های چپگرا پس از سوءقصد به محمدرضا پهلوی در دانشگاه تهران در ۱۵ بهمن ۱۳۲۷ خورشیدی به اتهام عضویت در حزب توده ایران و اخلال بر علیه امنیت کشور پس از محاکمه در محکمۀ نظامی بدوی در کرمانشاه به ۵ سال حبس محکوم گردید.

## مواضع سیاسی
روزنامۀ رهبر، ارگان حزب توده ایران در شمارۀ مؤرخۀ سه شنبه ۳۰ فروردین ۱۳۲۵ خورشیدی خود، به مناسبت سی و یکمین سال تأسیس روزنامۀ بیستون در کرمانشاه، مواضع سیاسی این روزنامه را چنین توصیف می‌کند:
«سی و یک سال قبل روزنامۀ بیستون به مدیریت آقای ابوالقاسم لاهوتی به عالم مطبوعات قدم گذاشت و از همان اولین شماره، تمام نوشتجات خود را صرف به دست آوردن آزادی ایران و بیدار کردن توده‌های زحمتکش غرب نمود. مدیریت این روزنامه پس از چندی با آقای مهدی فرهپور که از سربازان قدیمی و باشهامت آزادی ایران است واگذار شد. این روزنامۀ دلیر چه در آغاز مشروطیت و چه در روزهای قبل و بعد از کودتا حتی یک لحظه هم از وظیفۀ مقدس خود کوتاهی نکرد و در نهضت‌های چپی که مخصوصاً بیست سال پیش در غرب آغاز شده بود، پیشقدم و پرچمدار بود و در زمان دیکتاتوری سیاه رضاخان به حکم اجبار تعطیل شد و بلافاصله پس از وقایع شهریور و شروع نهضت مشروطیت سوم ایران، باز پرچم مبارزه آزادیخواهان غرب را به دست گرفت، در آبان ماه سال ۱۳۲۴ شمسی رسماً به صورت ارگان شورای متحده ایالتی کارگران غرب بیرون آمد و اکنون مدت ۶ ماه است که با انتشار روزانه، این وظیفۀ مقدس را در کمال خوبی انجام می دهد. سه ماه قبل برای استفادۀ جوانان به صورت هفتگی نیز انتشار یافته و مورد استقبال عموم جوانان روشنفکر غرب قرار گرفته‌است. ما سی و یکمین سال روزنامۀ بیستون را به آزادیخواهان و زحمتکشان غرب تبریک گفته و موفقیت مدیر باشهامت آن را خواهانیم.»